# Villa Knoevenagel

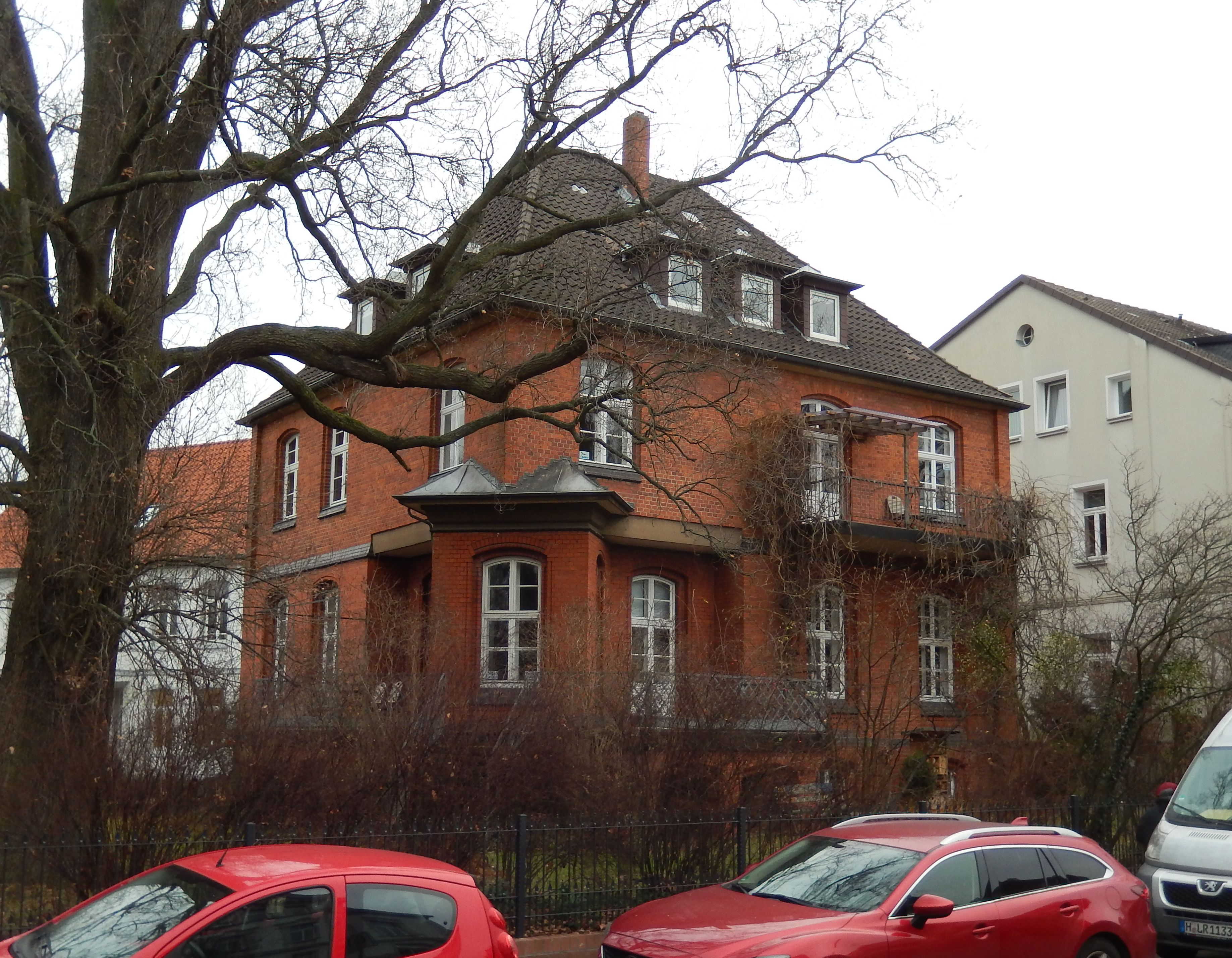
Die 1949 bis 1950 teils modern wieder aufgebaute Villa Alleestraße 36

Alleestraße 36 in Hannover lautet die Adresse einer denkmalgeschützten Villa, die auch als Villa Knoevenagel bekannt ist. Sie bildet ähnlich wie das gegenüberliegende Gebäude unter der Hausnummer 1 eines von zwei städtebaulich bedeutenden „Kopfbauten“ als Eingang vom Georgengarten in die bereits Ende der 1880er Jahre an der Nienburger Straße angelegte Alleestraße im heutigen Stadtteil Nordstadt.

## Geschichte und Beschreibung

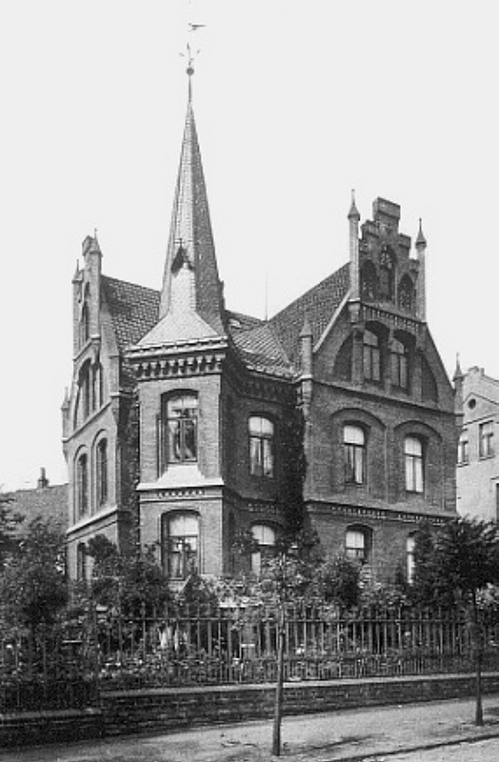
Die ursprüngliche Villa Knoevenagel; unbeschädigt auf einem Foto um 1900;
Fotografie in Privatbesitz

Die Villa unter der heutigen Adresse Alleestraße 36 wurde ursprünglich 1887 von dem Architekten Conrad Wilhelm Hase als neugotisches Backsteingebäude für den Chemiker und Lehrbeauftragten Ferdinand Fischer als Bauherrn errichtet.
Nur wenige Jahre nach der Fertigstellung erwarb der Fabrikant Albert Knoevenagel im Jahr 1892 die Villa und schenkte sie noch im selben Jahr seinem Sohn Max Knoevenagel.
Während der Luftangriffe auf Hannover im Zweiten Weltkrieg wurde die Villa durch Fliegerbomben schwer beschädigt. Nach der Währungsreform und der Gründung der Bundesrepublik Deutschland wurde das Gebäude nach Plänen des Architekten Wilhelm Kröger in zum Teil „modernerer“ Gestaltung wieder aufgebaut. Gegenüber dem Gebäude mit der Hausnummer 1, dessen Fassade durch neoklassizistische und neorenaissancistische Elemente gegliedert wird und durch turmartige Dacherker im Walmdach und risalitartige Anbauten und Balkone die Mehransichtigkeit der Ecksituation betont, zeigt sich der Baukörper der Villa Knoevenagel heute als eher schlichter Ziegelbau, der mit den einfachen Mitteln einer über Eck gestellten Terrasse und einer Freitreppe auf die Ecksituation eingeht.
Vom Oktober 1949 bis Mai 1969 diente die Villa auch als Dienstwohnung für die Kirchenkanzlei der Evangelischen Kirche in Deutschland (EKD).
Das Haus ist heute Sitz vom Naturschutzbund Deutschland (NABU) und der Naturschutzjugend (NAJU).